# Hostnik (priimek)
Hostnik je priimek v Sloveniji, ki ga je po podatkih Statističnega urada Republike Slovenije na dan 1. januarja 2024 uporabljalo 529 oseb, kar ga po pogostnosti uvršča na 555. mesto. Največ ljudi s tem priimkom, 165, živi v Savinjski statistični regiji, kjer je priimek urvščen na 195. mesto po pogostnosti.

## Znani nosilci priimka
- Alojz Hostnik (1910—1944), partizanski poveljnik
- Bojana Hostnik, atletinja; teologinja?
- Božena Hostnik (*1962), etnologinja, konservatorka
- Davorin Hostnik (1853—1929), publicist, prevajalec, filolog in pedagog
- Igor Hostnik, podjetnik
- Janez Hostnik (*1962), kitarist
- Jernej Hostnik (*1979), glasbenik harmonikar, aranžer
- Majda Hostnik (prej por. Šetinc), novinarka
- Marjana Hostnik, gorska reševalka
- Meta Hostnik, slikarka
- Peter Hostnik (*1960), veterinar, mikrobiolog
- Robert Hostnik, gozdar (Ce)
- Slavko Hostnik, jamar
- Tomaž Hostnik (1961—1982), slikar, risar, soutemeljitelj, teoretik in vokalist skupine Laibach, pesnik
- Tomaž Hostnik (*1992), jazz-glasbenik, pianist, kantavtor, pevec
- Vladimir Hostnik, sin Davorina, soavtor njegove ruske slovnice